# Мінімальна поверхня обертання

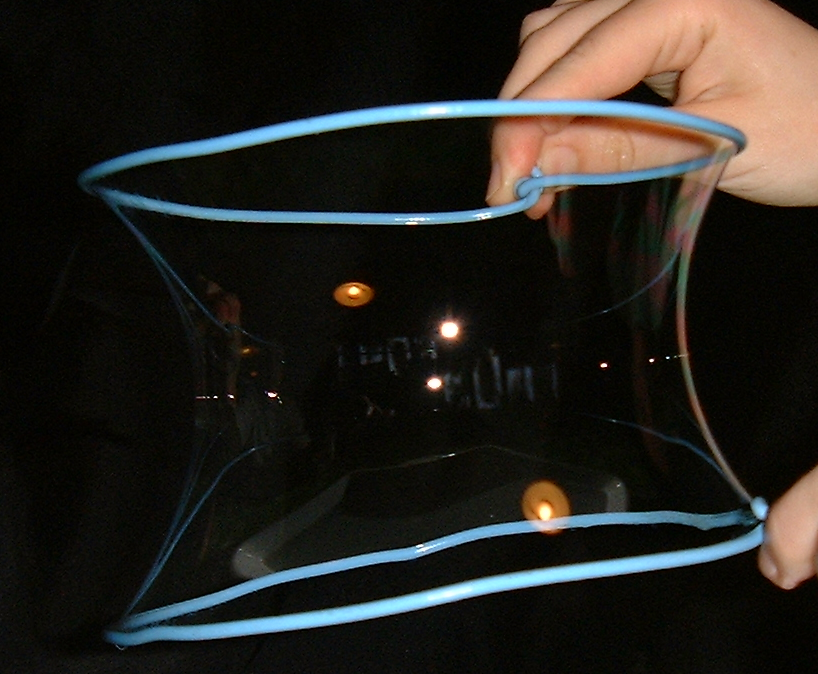
Розтягування мильної плівки між двома паралельними круглими дротяними петлями утворює катеноїдну мінімальну поверхню обертання

Мінімальна поверхня обертання у математиці — це поверхня обертання, яка визначається двома точками на півплощині, межею якої є вісь обертання поверхні. Поверхня утворюється кривою, яка лежить у півплощині та з'єднує дві точки. Серед усіх поверхонь, які можна створити таким чином, мінімальною поверхнею буде та, яка мінімізує площу поверхні. Основною задачею варіаційного числення є знаходження кривої між двома точками, яка створює цю мінімальну поверхню обертання.

## Відношення до мінімальних поверхонь
Мінімальна поверхня обертання є підтипом мінімальної поверхні. Мінімальна поверхня визначається не як поверхня мінімальної площі, а як поверхня із середньою кривиною 0. Оскільки нульова середня кривина є необхідною умовою поверхні мінімальної площі, усі мінімальні поверхні обертання є мінімальними поверхнями, але не всі мінімальні поверхні є мінімальними поверхнями обертання. Оскільки точка утворює коло при обертанні навколо осі, знаходження мінімальної поверхні обертання еквівалентно знаходженню мінімальної поверхні, що проходить через два круглі каркаси. Фізичною реалізацією мінімальної поверхні обертання є мильна плівка, натягнута між двома паралельними круглими дротами: мильна плівка природним чином приймає форму з найменшою площею поверхні.

## Катеноїд

Катеноїд

Якщо півплощина, яка містить дві точки та вісь обертання, задано у декартовій системі координат, то можна вважати, що вісь обертання — це вісь Ox системи координат, тоді криву, що з'єднує точки, можна інтерпретувати як графік функції. Якщо декартові координати двох заданих точок дорівнюють {\displaystyle (x_{1},y_{1})}, {\displaystyle (x_{2},y_{2})}, то площа поверхні, породжена невід'ємною диференційовною функцією {\displaystyle f} можна виразити математично як
{\displaystyle 2\pi \int _{x_{1}}^{x_{2}}f(x){\sqrt {1+f'(x)^{2}}}dx}
і задача знаходження мінімальної поверхні обертання перетворюється на задачу знаходження функції, яка мінімізує цей інтеграл, за умови дотримання крайових умов: {\displaystyle f(x_{1})=y_{1}} та {\displaystyle f(x_{2})=y_{2}}. В цьому випадку оптимальною кривою обов'язково буде ланцюгова лінія. Вісь обертання є директрисою ланцюгової лінії, і мінімальна поверхня обертання, таким чином, буде катеноїдом.

## Розв'язок Гольдшмідта
Також можуть бути визначені рішення на основі розривних функцій. Зокрема, для деяких розміщень двох точок оптимальне рішення утворюється розривною функцією, відмінною від нуля у двох точках і дорівнює нулю всюди. Ця функція призводить до поверхні обертання, що складається з двох кругових дисків, по одному для кожної точки, з'єднаних виродженим відрізком лінії вздовж осі обертання. Цей розв'язок відомий як рішення Гольдшмідта на честь німецького математика Карла Гольдшмідта, який повідомив про своє відкриття у статті 1831 року «Determinatio superficiei minimae rotatione curvae data duo puncta jungentis circa datum axem ortae» («Визначення кривої мінімального обертання поверхні, заданої двома з'єднаними точками навколо заданої осі початку координат»).
Щоб продовжити наведену вище фізичну аналогію з мильною плівкою, ці розв'язки Гольдшмідта можна візуалізувати як випадки, коли мильна плівка розривається, коли круглі дроти розтягуються. Однак у фізичній мильній плівці сегмент сполучної лінії не буде присутній. Крім того, якщо мильна плівка розтягується таким чином, існує діапазон відстаней, у межах якого катеноїд, як розв'язок все ще можливий, але має більшу площу, ніж розв'язок Гольдшмідта, тому мильна плівка може розтягнутися в конфігурацію, у якій площа є локальним мінімум, але не глобальним мінімум. Для відстаней, що перевищують цей діапазон, ланцюгова лінія, яка визначає катеноїд, перетинає вісь x і веде до поверхні, що самоперетинається, тому можливий лише розв'язок Гольдшмідта.